# Quermarkenfeuer Rotes Kliff
Das achteckige Quermarkenfeuer Rotes Kliff steht am Nordende des Roten Kliffs nordwestlich von Kampen auf der Insel Sylt. Die gelegentlich verwendete Bezeichnung Leuchtturm Rotes Kliff für das Quermarkenfeuer ist missverständlich, da derselbe Name bis 1975 auch Bezeichnung für den Leuchtturm Kampen war.

## Geschichte

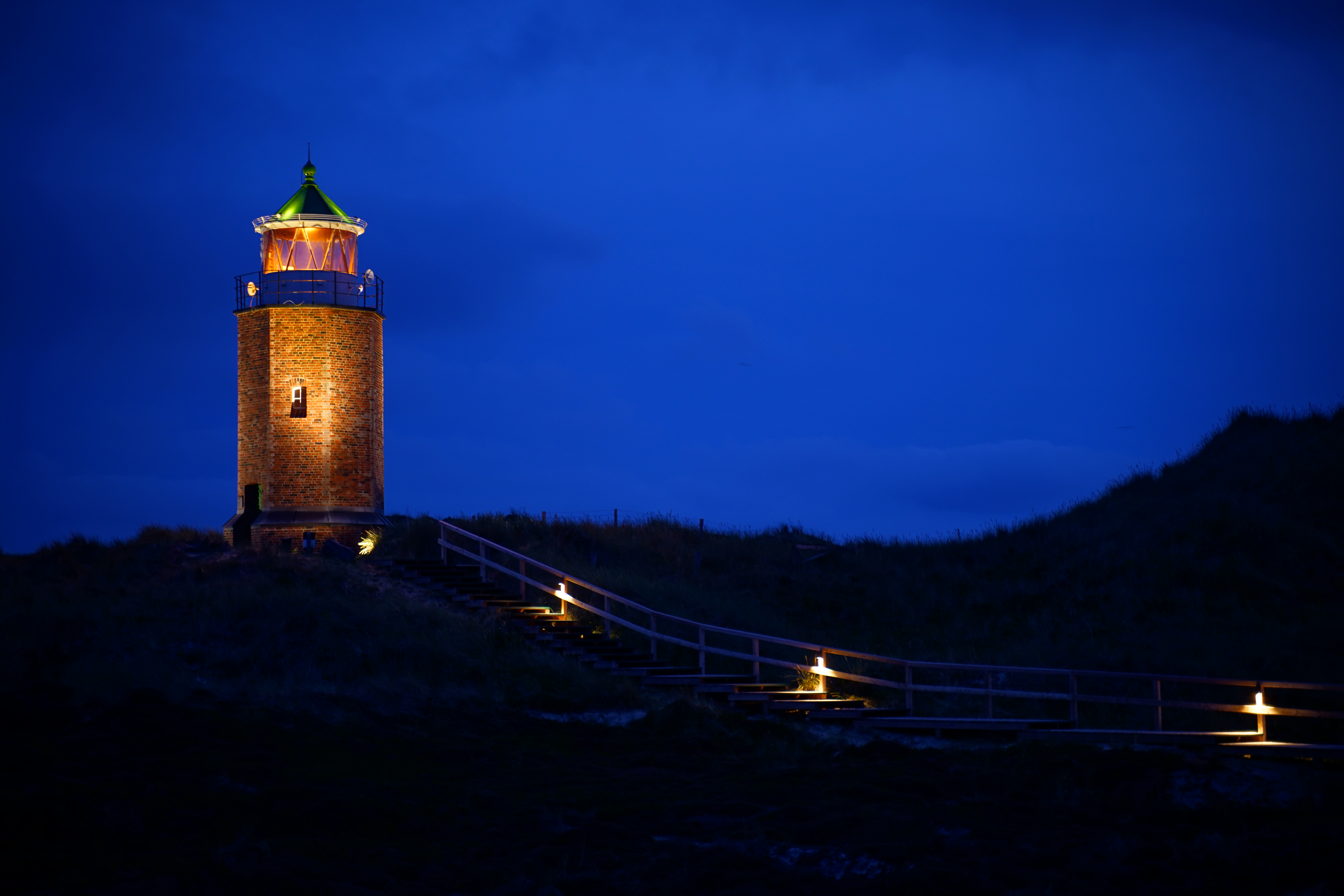
Nächtliche Beleuchtung

Der Leuchtturm wurde in den Jahren 1912 und 1913 als Quermarkenfeuer zum Warnen vor einer Sandbank in der Einfahrt zum Lister Tief erbaut, um eine Ergänzung für das Hauptfeuer (Kampen) zu haben. Der 1913 in Betrieb genommene, verklinkerte Turm ist der früheste Betonturm an deutschen Küsten. Er steht etwa 2,5 km nordwestlich vom Leuchtfeuer Kampen. Die Elektrifizierung des Feuers erfolgte 1936. Bis zur Abschaltung des Turmes 1974 wurde das Feuer von den Leuchtfeuerwärtern des großen Turmes in Kampen mit überwacht. Nachdem das Leuchtfeuer gelöscht wurde, übernahm das Leuchtfeuer in Kampen seine Aufgabe mit einem roten Sektor. Ohne die Leuchtfeuereinrichtung und lediglich als Tagessichtmarke befindet sich der Turm heute im Besitz der Gemeinde Kampen und wird von ihr unterhalten. 1993 bis 1994 wurde der Turm restauriert. 2012 erfolgte eine weitere Sanierung. Das in den Dünen liegende Gebäude wird nachts angestrahlt.